# 300: Възходът на една империя
„300: Възходът на една империя“ (на английски: 300: Rise of an Empire) е исторически фентъзи филм на режисьора Ноам Мъро. Действието се развива преди, по време на и след събитията във филма „300“ от 2007 г. Актьорският състав включва както нови лица като Съливан Стейпълтън (Темистокъл), Ева Грийн (Артемизия) и Ханс Матисън (Есхил), така и познати актьори от първата част на филма като Лена Хийди, Родриго Санторо и Дейвид Уенам. Премиерата на „300: Възходът на една империя“ на голям екран е на 7 март 2014 г.